# Alexander Mackenzie (cestovatel)
Alexander Mackenzie (1764 Stornoway – 12. března 1820 Dunkeld) byl skotský cestovatel a obchodník s kožešinami. Proslul cestami po území dnešní Kanady.

## Život
Do Kanady přicestoval jako patnáctiletý. Když mu bylo dvacet, Severozápadní společnost ho poslala jako nákupčího k jezeru Saint Claire. Další úkol dostal v roce 1785, kdy byl vyslán na horní tok Churchillu. Další cesta vedla k jezeru Athabasca. Zde přezimoval, v pevnosti Chipewyan, kterou za tím účelem postavil. Na jaře 1789 pak vyplul na člunech z březové kůry po řece Slave k Velkému otročímu jezeru. Objevil přitom řeku, která dnes nese jeho jméno. Mackenzie věřil, že po ní dopluje do Tichému oceánu, ale řeka dlouho tekoucí na západ se po 350 kilometrech náhle stočila k severu. Mackenzie tak k oceánu nedoplul, ale objevil dvě nová pohoří. Jedno se dnes nazývá Mackenzieovo, druhé Franklinovo. Nakonec po řece doplul do Beaufortova moře (Severní ledový oceán). Poté se vrátil do Chipewyanu.
Po této výpravě se vrátil do Skotska. V Kanadě se znovu objevil v roce 1792. Znovu se vydal do Chipewyanu. Odtud vyplul po řece Peace k soutoku se Smoky River. Zde postavil novou pevnost pro přezimování.
Na jaře 1793 pokračoval v cestě po řece Peace, proplul Skalistými horami, vplul do řeky Parsnip a následně Fraser a proti proudu jednoho z jejích přítoků. Doplul do Pobřežních hor, které se mu podařilo překročit a propracovat se až do Zálivu královny Charlotty v Tichém oceánu.
Roku 1794 se konečně objevil v Montréalu, čímž jeho dobrodružství skončilo. Za své objevitelské zásluhy byl povýšen do šlechtického stavu. Své zážitky zachytil v knize Putování Alexandra Mackenzieho z Montrealu od řeky Sv. Vavřince přes severoamerický kontinent z roku 1801.